# Außenbürgerschaft Solingen
Die Außenbürgerschaft Solingen war vom Mittelalter bis zum 19. Jahrhundert der ländliche Außenbezirk der bergischen Stadt Solingen (Stadtrecht seit 1374).  
Ab 1815 gehörte die Außenbürgerschaft zusammen mit der Stadt Solingen zur Bürgermeisterei Solingen im Kreis Solingen des Regierungsbezirks Düsseldorf innerhalb der preußischen Rheinprovinz. Sie wurde aufgelöst, als die Außenbürgerschaft in die Stadtgemeinde Solingen eingegliedert wurde.
1815/16 lebten zusammen 431 Einwohner in der Außenbürgerschaft. Laut der Statistik und Topographie des Regierungsbezirks Düsseldorf besaß die Außenbürgerschaft 1832 eine Einwohnerzahl von gesamt 799, die sich in 276 katholische und 523 evangelische Gemeindemitglieder aufteilten. Die Wohnplätze der Bürgermeisterei umfassten zusammen 130 Wohnhäuser, 17 Fabriken und Mühlen und 57 landwirtschaftliche Gebäude. Zu den Wohnplätzen, Höfen und Ortschaften der Außenbürgerschaft gehörten laut der Statistik (zeitgenössische Schreibweise) Wehrwolf, Höfgen, Kullen, Schlagbaum, Vorspel, Mangenberg, Weyersberg, Kirschbaum, I. Heidberg und II. Heidberg.